# Leteri
Leteri är en ort i Indien.   Den ligger i distriktet Vidisha och delstaten Madhya Pradesh, i den centrala delen av landet, 500 km söder om huvudstaden New Delhi. Leteri ligger 534 meter över havet och antalet invånare är 15 519.
Terrängen runt Leteri är platt. Runt Leteri är det ganska tätbefolkat, med 100 invånare per kvadratkilometer. Det finns inga andra samhällen i närheten. Trakten runt Leteri består till största delen av jordbruksmark.